# Opernhaus Damaskus
Das Opernhaus Damaskus (offiziell Dar al-Assad für Kultur und Künste, arabisch دار الأسد للثقافة والفنون, DMG Dār al-Asad li-ṯ-ṯiqāfa wa-l-funūn) ist das nationale Konzert- und Opernhaus in der syrischen Hauptstadt Damaskus.

## Standort
Das Opernhaus steht am Umayyaden-Platz (ساحة الأمويين), einem großen Kreisverkehr etwa zwei Kilometer westlich der Altstadt, an dessen südöstlicher Seite.

## Geschichte
Damaskus hatte bereits zu Anfang des 20. Jahrhunderts ein Opernhaus. Während der französischen Kolonialzeit hielt die syrische Volkspartei unter der Führung von Abd al-Rahman Shahbandar 1925 ihre konstituierende Sitzung im alten Opernhaus von Damaskus ab.
Das neue Opernhaus Damaskus wurde bereits zu Beginn der Regierungszeit von Hafiz al-Assad geplant, doch gab es erste Bauarbeiten erst nach seinem Tode im Jahre 2000. Das Opernhaus wurde am 7. Mai 2004 von seinem Sohn Baschar al-Assad und dessen Frau Asma al-Assad eröffnet.
Seit seiner Eröffnung war das Opernhaus der Schauplatz zahlreicher Theateraufführungen und Konzerte klassischer europäischer oder arabischer Musik sowie von Filmvorführungen, wie dem Europäischen Filmfestival in Syrien.
Das Opernhaus Damaskus ist der Hauptspielort des Syrischen Nationalen Symphonieorchesters, das regelmäßig Beiträge zum Musikleben in der syrischen Hauptstadt leistet. Kompositionen zeitgenössischer syrischer Komponisten wie Solhi al-Wadi, MAias Alyamani, Malek Jandali, Hassan Taha, Zaid Jabri, Shafi Badreddin oder Kinan Azmeh wurden hier aufgeführt.
Während des Bürgerkriegs war das Opernhaus im Jahr 2014 Ziel von Mörserangriffen, die „Rebellen“ gegen die syrische Regierung zugeschrieben wurden. Laut einem Bericht der Zeitung The Times of Israel wurden zwei Studenten der benachbarten Hochschule für Theater getötet und mehrere weitere schwer verletzt.

## Architektur und Ausstattung
Das Opernhaus ist ein fünfstöckiges Gebäude mit einer Opernbühne, einer Theaterbühne und einer Mehrfunktionshalle. Der Hauptsaal hat 1331 Sitzplätze, 2 Balkone und 20 Logen. Im selben Gebäudekomplex neben dem Opernhaus sind außerdem eine Hochschule für Theater und eine Hochschule für Musik angesiedelt.

## Orgel
Im Opernhaus ist eine der weltweit vier schwebenden Luftkissen-Orgeln installiert. Die Orgel wurde 2000 von dem Orgelbauer Aug. Laukhuff aus Weikersheim in Deutschland erbaut. Das Instrument hat 40 Register auf vier Manualen. Die Orgel kann mit Luftkissen angehoben und auf der Bühne bewegt werden. Mittels Kompressoren werden die Luftkissen so weit aufgepumpt, dass sie die 18 Tonnen schwere Orgel gleichmäßig und lautlos anheben, bis sie über dem Boden schwebt. Die Orgel kann man so ferngesteuert an jeden beliebigen Platz der Bühne bewegen und absetzen. Aufgrund des anhaltenden Bürgerkriegs in Syrien fehlt dem Opernhaus jedoch das Geld für die Wartung des Instrumentes.